# BMC Racing Team/Saison 2018
Diese Liste beschreibt die Mannschaft und die Erfolge des Radsportteams BMC Racing Team in der Saison 2018.

## Erfolge in der UCI WorldTour
In der Saison 2018 gelangen dem Team nachstehende Erfolge in der UCI WorldTour.
| Datum         | Rennen                                | Sieger               |
| ------------- | ------------------------------------- | -------------------- |
| 20. Januar    | 5. Etappe Tour Down Under             | Richie Porte         |
| 24. Februar   | 4. Etappe Abu Dhabi Tour (EZF)        | Rohan Dennis         |
| 7. März       | 1. Etappe Tirreno-Adriatico (MZF)     | BMC Racing Team      |
| 13. März      | 7. Etappe Tirreno-Adriatico (EZF)     | Rohan Dennis         |
| 16. Mai       | 4. Etappe Kalifornien-Rundfahrt (EZF) | Tejay van Garderen   |
| 22. Mai       | 16. Etappe Giro d’Italia (EZF)        | Rohan Dennis         |
| 9. Juni       | 1. Etappe Tour de Suisse (MZF)        | BMC Racing Team      |
| 17. Juni      | 9. Etappe Tour de Suisse (EZF)        | Stefan Küng          |
| 9.–17. Juni   | Gesamtwertung Tour de Suisse          | Richie Porte         |
| 9. Juli       | 3. Etappe Tour de France (MZF)        | BMC Racing Team      |
| 14. August    | 2. Etappe BinckBank Tour (EZF)        | Stefan Küng          |
| 25. August    | 1. Etappe Vuelta a España (EZF)       | Rohan Dennis         |
| 5. September  | 11. Etappe Vuelta a España            | Alessandro De Marchi |
| 11. September | 16. Etappe Vuelta a España (EZF)      | Rohan Dennis         |

## Erfolge in der UCI Asia Tour
In der Saison 2018 gelangen dem Team nachstehende Erfolge in der UCI Asia Tour.
| Datum       | Rennen                   | Kat. | Sieger            |
| ----------- | ------------------------ | ---- | ----------------- |
| 15. Februar | 3. Etappe Oman-Rundfahrt | 2.HC | Greg Van Avermaet |

## Erfolge in der UCI America Tour
In der Saison 2018 gelangen dem Team nachstehende Erfolge in der UCI America Tour.
| Datum     | Rennen                    | Kat. | Sieger             |
| --------- | ------------------------- | ---- | ------------------ |
| 6. August | Prolog Tour of Utah (EZF) | 2.HC | Tejay van Garderen |

## Erfolge in der UCI Europe Tour
In der Saison 2018 gelangen dem Team nachstehende Erfolge in der UCI Europe Tour.
| Datum      | Rennen                             | Kat. | Sieger               |
| ---------- | ---------------------------------- | ---- | -------------------- |
| 2. Februar | 3. Etappe Valencia-Rundfahrt (MZF) | 2.1  | BMC Racing Team      |
| 4. Februar | 5. Etappe Valencia-Rundfahrt       | 2.1  | Jürgen Roelandts     |
| 3.–6. Mai  | Gesamtwertung Tour de Yorkshire    | 2.1  | Greg Van Avermaet    |
| 6. Oktober | Giro dell’Emilia                   | 1.HC | Alessandro De Marchi |

## Erfolge in den Nationalen Straßen-Radsportmeisterschaften
In den Rennen der Nationalen Straßen-Radsportmeisterschaften 2018 konnte das Team nachstehende Titel erringen.
| Datum     | Rennen                                            | Sieger        |
| --------- | ------------------------------------------------- | ------------- |
| 5. Januar | Australische Meisterschaft – Einzelzeitfahren     | Rohan Dennis  |
| 21. Juni  | US-amerikanische Meisterschaft – Einzelzeitfahren | Joey Rosskopf |
| 27. Juni  | Schweizer Meisterschaft – Einzelzeitfahren        | Stefan Küng   |

## Mannschaft
| Teamkader 2018                            | Teamkader 2018     | Teamkader 2018     | Teamkader 2018                         |
| Name                                      | Geburtsdatum       | Land               | Vorheriges Team                        |
| ----------------------------------------- | ------------------ | ------------------ | -------------------------------------- |
| Alberto Bettiol                           | 29. Oktober 1993   | Italien            | Cannondale-Drapac (2017)               |
| Patrick Bevin                             | 15. Februar 1991   | Neuseeland         | Cannondale-Drapac (2017)               |
| Tom Bohli                                 | 17. Januar 1994    | Schweiz            | BMC Development (2015)                 |
| Brent Bookwalter                          | 16. Februar 1984   | Vereinigte Staaten | VMG Racing (2007)                      |
| Damiano Caruso                            | 12. Oktober 1987   | Italien            | Cannondale (2014)                      |
| Alessandro De Marchi                      | 19. Mai 1986       | Italien            | Cannondale (2014)                      |
| Rohan Dennis                              | 28. Mai 1990       | Australien         | Garmin-Sharp (2014)                    |
| Jempy Drucker                             | 3. September 1986  | Luxemburg          | Wanty-Groupe Gobert (2014)             |
| Kilian Frankiny                           | 26. Januar 1994    | Schweiz            | BMC Development (2016)                 |
| Simon Gerrans (1. Jan.–21. Okt.)          | 16. Mai 1980       | Australien         | Orica-Scott (2017)                     |
| Stefan Küng                               | 16. November 1993  | Schweiz            | BMC Development (2014)                 |
| Richie Porte                              | 30. Januar 1985    | Australien         | Team Sky (2015)                        |
| Nicolas Roche                             | 3. Juli 1984       | Irland             | Team Sky (2016)                        |
| Jürgen Roelandts                          | 2. Juli 1985       | Belgien            | Lotto-Soudal (2017)                    |
| Joey Rosskopf                             | 5. September 1989  | Vereinigte Staaten | Hincapie Sportswear Development (2014) |
| Michael Schär                             | 29. September 1986 | Schweiz            | Astana (2009)                          |
| Miles Scotson                             | 18. Januar 1994    | Australien         | Illuminate (2016)                      |
| Dylan Teuns                               | 1. März 1992       | Belgien            | BMC Development (2014)                 |
| Greg Van Avermaet                         | 17. Mai 1985       | Belgien            | Omega Pharma-Lotto (2010)              |
| Tejay van Garderen                        | 12. August 1988    | Vereinigte Staaten | HTC-Highroad (2011)                    |
| Nathan Van Hooydonck                      | 12. Oktober 1995   | Belgien            | BMC Development (2017)                 |
| Francisco José Ventoso                    | 6. Mai 1982        | Spanien            | Movistar Team (2016)                   |
| Loïc Vliegen                              | 20. Dezember 1993  | Belgien            | BMC Development (2015)                 |
| Danilo Wyss                               | 26. August 1985    | Schweiz            | Atlas-Romer's Hausbäckerei (2007)      |
|                                           |                    |                    |                                        |
| Quellen: ProCyclingStats Cycling Quotient |                    |                    |                                        |